# 住山徳太郎
住山 徳太郎（すみやま とくたろう、1886年（明治19年）5月1日 - 1962年（昭和37年）11月20日）は、日本の海軍軍人。最終階級は海軍中将。

## 経歴
東京府出身。住山宗次郎の長男として生まれる。学習院中等科を経て、1906年（明治39年）11月、海軍兵学校（34期）を卒業し、翌年12月に海軍少尉任官。海軍大学校で乙種学生、同専修学生として学び、水上機母艦「若宮丸」分隊長、通報艦「淀」航海長、海兵教官、第三艦隊参謀、東郷平八郎元帥副官などを経て、1919年（大正8年）12月、海軍大学校（甲種17期）を卒業。以後、巡洋戦艦「鞍馬」航海長、第三艦隊参謀、横須賀海兵団分隊長、戦艦「敷島」航海長、第二艦隊参謀、海軍省人事局第1課局員などを歴任。
1926年（大正15年）12月、東宮兼侍従武官、侍従武官、戦艦「榛名」艦長、呉鎮守府参謀長などを歴任し、1932年（昭和7年）12月、海軍少将に進級。以後、第8戦隊司令官、教育局長などを経て、1936年（昭和11年）12月に海軍中将となる。その後、海兵校長、海軍次官、佐世保鎮守府司令長官、軍事参議官などを歴任し、1942年（昭和17年）3月、予備役に編入された。その後、秩父宮別当を勤めた。戦後の1947年（昭和22年）11月、公職追放仮指定を受けた。
温厚な人柄から、「海軍女子学習院長」のニックネームがあった。

## 親族
- 妻 住山幸子 世良田亮海軍少将の娘
- 長男 住山徳雄（海軍大尉）

## 栄典
勲章
- 1942年（昭和17年）4月13日 - 勲一等旭日大綬章[3]

外国勲章佩用允許
- 1944年（昭和19年）6月23日 - 満州帝国：国勢調査紀念章[4]